# Аллен, Нэнси (арфистка)
Нэнси Аллен (англ. Nancy Allen; род. 1954, Нью-Йорк) — американская арфистка  и музыкальный педагог.

## Биография
Училась в Нью-Йорке у Перл Черток, затем у Марселя Гранжани, прошла также курс занятий в Париже у Лили Ласкин. В 1973 году стала победительницей Международного конкурса арфистов в Израиле.
Наиболее заметные сольные записи Аллен — произведения Мориса Равеля и Клода Дебюсси, а также концерт Альберто Хинастеры с Симфоническим оркестром штата Мехико и Концерт-серенада Хоакина Родриго с Королевским филармоническим оркестром (в обоих случаях — под управлением Энрике Батиса).
С 1999 года арфистка Нью-Йоркского филармонического оркестра. Заведует отделением арфы в Джульярдской школе, преподаёт также в Йельском университете.
Известными американскими арфистками являются также две сестры Аллен — Барбара и Джейн.